# Polly Toynbee
Polly Toynbee, née Mary Louisa Toynbee le 27 décembre 1946 sur l'Île de Wight, Angleterre) est une journaliste et une écrivain britannique. Elle est aussi une éditorialiste pour The Guardian depuis 1998. Elle est de tendance sociale démocrate et se positionne généralement en faveur du Parti travailliste britannique, même si elle lui demande d'être plus à gauche pour certaines parties de son programme. Lors des élections générales britanniques de 2010, elle a demandé aux gens en faveur de ce parti de voter pour lui, et à ceux contre ce parti de voter utilitairement pour les libéraux démocrates. Cette proposition était faite dans le but d'amener au pouvoir une coalition des deux partis. Elle a été nommée présidente de la British Humanist Association en juillet 2007. La même année, elle est nommée Columnist of the Year (« éditorialiste de l'année ») lors des British Press Awards.